# 内藤信盛
内藤 信盛（ないとう のぶもり、貞享2年（1685年） - 元禄7年11月5日（1694年12月21日））は、江戸時代前期の寄合旗本（5000石）。内藤弌信の子。養父は内藤信之。通称は兵庫、別名に勝之助。
貞享2年（1685年）陸奥国棚倉藩主・内藤弌信の子として生まれる。叔父・信之の養子となり、元禄2年（1689年）12月19日に旗本分家の家督を継いだ。
元禄7年11月5日、江戸において死去した。享年10。法名は了寛。葬地は分家初代・信広に同じとされている（「寛政譜」新訂13巻207頁）。嗣子がなく、そのため絶家となった。
『村上郷土史』所載系図（78頁）では貞享2年10月、棚倉に生まれたとしている。